# UボートXXIII型
XXIII型Uボート (U-Boot-Klasse XXIII) はドイツ海軍の沿岸用潜水艦。

## 概要
XXI型潜水艦同様大量の電池を搭載して水中で高速を出すことができた。過酸化水素の分解を利用してタービンを駆動することにより推進するヴァルターボートに対して電動ボート（エレクトロ・ボート）と呼ばれた。設計はXXII型をもとに行われたが、それにくらべると船体はより細長くなっている。北海で運用される予定であった。
他のＵボート同様にブロック工法方式により、第二次世界大戦末期に62隻建造された。大々的に運用されることはなかったが、実績から理想的な沿岸型の小型潜水艦として成功作とされる。そのため、一部の艦は終戦後も処分されずに利用された。

## 主要諸元
- 全長:34.68m
- 全幅:3.02m
- 喫水:3.66m
- 排水量(水上/水中):234t/258t
- 速度(水上/水中):9.7kt/12.5kt
- 水上航続距離:4,300海里/6.0kt
- 水中航続距離:175海里/4.0kt
- 兵装:53cm魚雷発射管×2(魚雷×2)
- 乗員:14名

## 出典

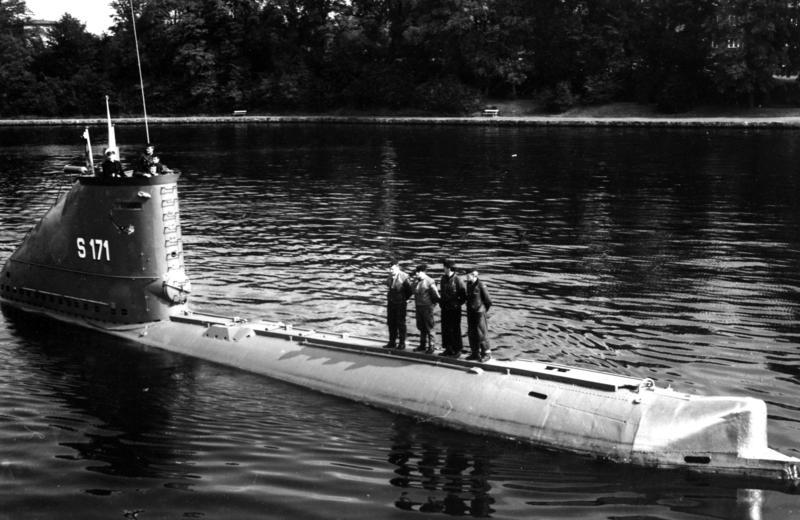
大戦後のS171（元U-2367）